# Horní Jelení
Horní Jelení (en allemand : Oberjellen) est une commune du district et de la région de Pardubice, en Tchéquie. Sa population s'élevait à 2 124 habitants en 2024.

## Géographie
Horní Jelení se trouve à 8 km à l'est-sud-est du centre de Holice, à 22 km à l'est de Pardubice, à 26 km au sud-est de Hradec Králové et à 118 km à l'est de Prague.
La commune est limitée par Borohrádek au nord, par Čermná nad Orlicí et Újezd u Chocně à l'est, par Dobříkov et Týnišťko au sud et par Jaroslav, Ostřetín et Veliny à l'ouest.

## Histoire
La première mention écrite du village figure dans un acte de 1472 partageant les biens de Georges de Poděbrady, roi de Bohême, mort l'année précédente.

## Administration
La commune se compose de trois sections :
- Dolní Jelení
- Horní Jelení
- Rousínov

## Galerie

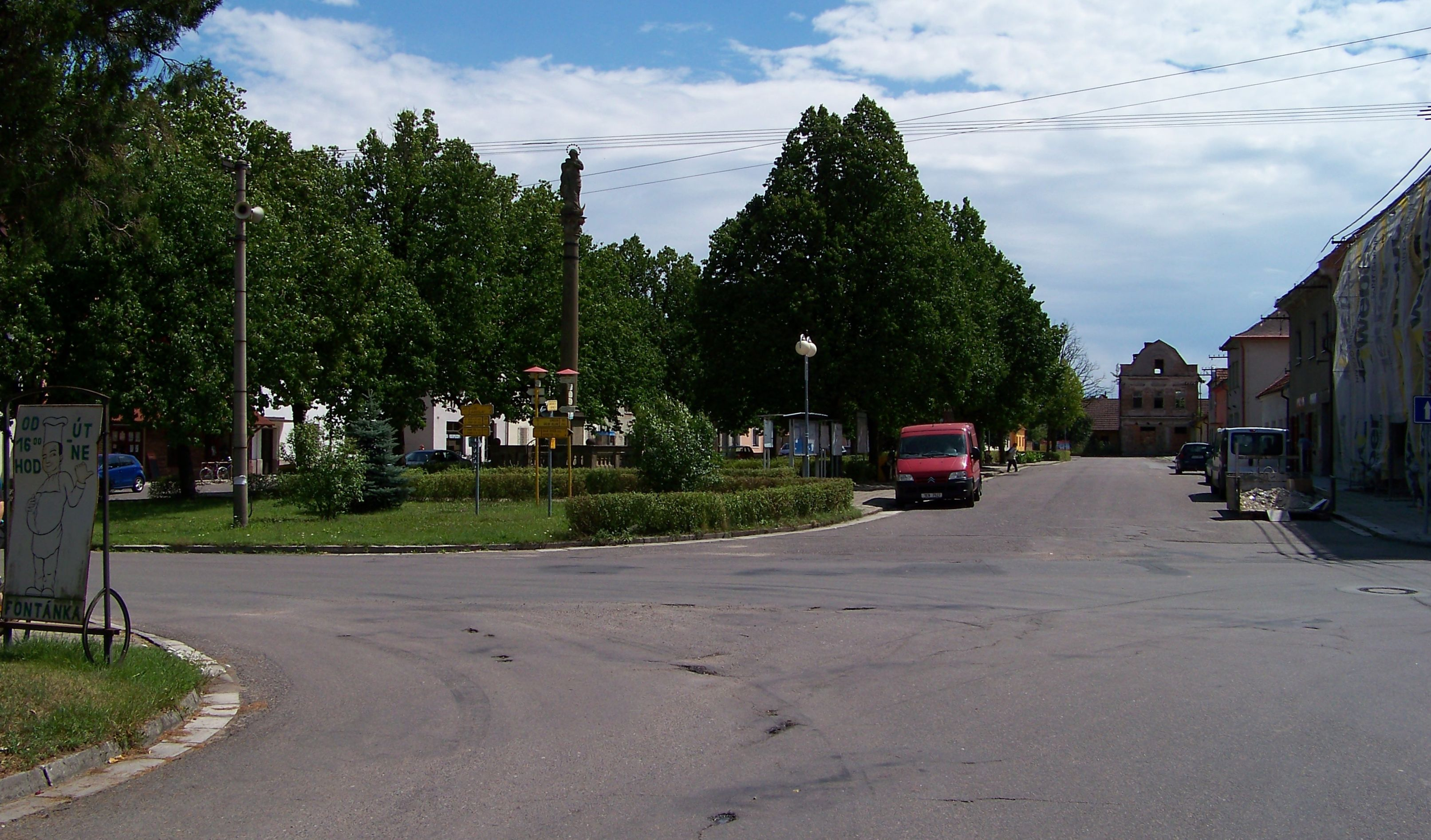
Horní Jelení : place Komenský.
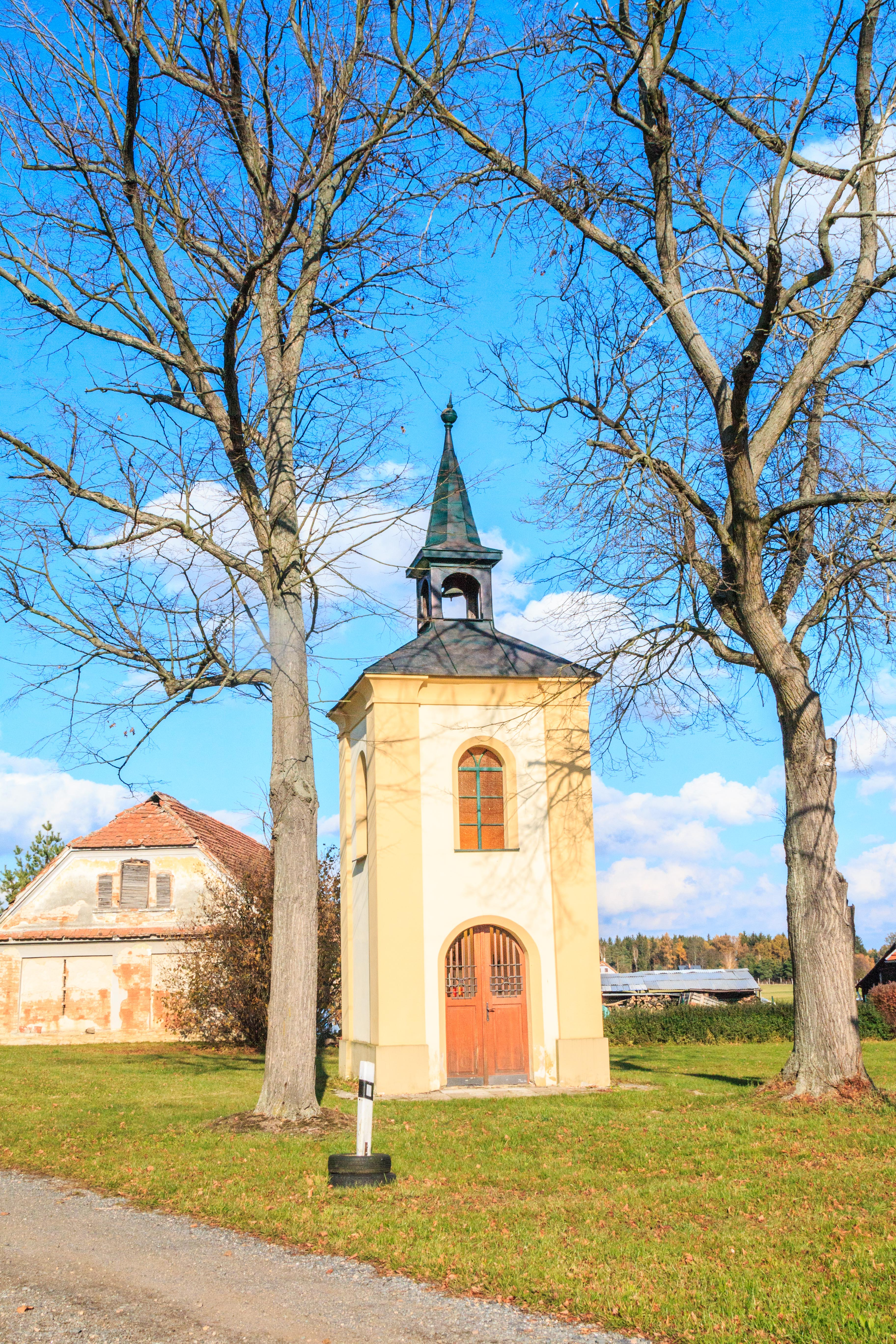
Chapelle à Dolní Jelení.

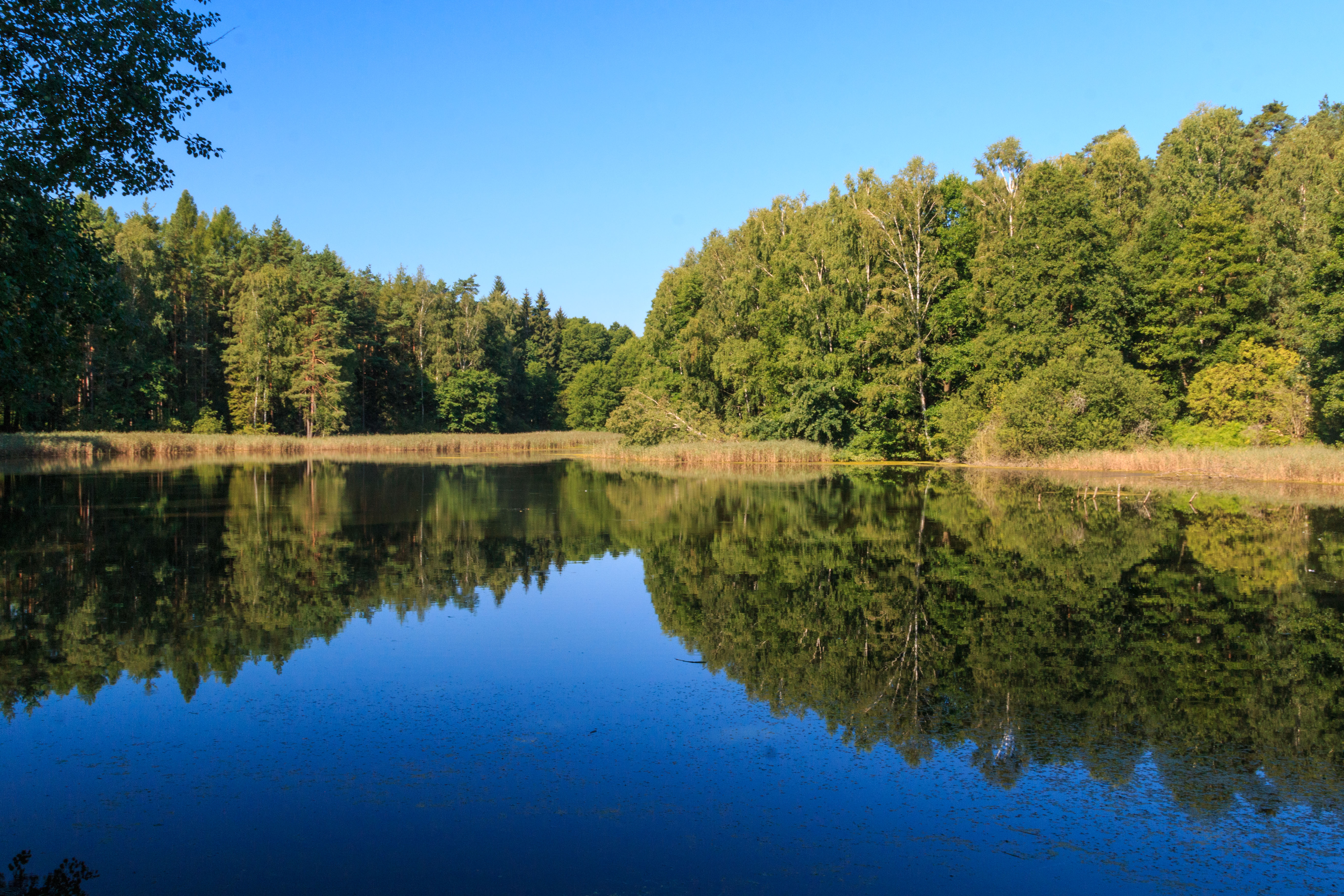
Étang à Horní Pecák.

## Transports
Par la route, Horní Jelení se trouve à 8 km de Holice, à 26 km de Pardubice et à 150 km de Prague. 